# 篠山十景
篠山十景（ささやまじっけい）は、江戸時代に選定された、丹波国・篠山城下（現・兵庫県丹波篠山市内）の優れた風景である。

## 沿革
丹波篠山藩の藩校・振徳堂の教授であった関世美が、城下の景色10か所について漢詩を作ると、藩主の青山忠高は藩士たちに今度はその景色についての和歌を作るように命じ、明和9年（1772年）にその10か所が認定されたという。

## 選定された景観
- 駒鞍山桜
- 浅路山月
- 龍蔵寺楓
- 笛吹山鹿
- 岡谷夕照
- 澤田落雁
- 深嶽暮雪
- 延寿晩鐘
- 黒岡玉水
- 王地祠燈